# Agricultura de plantació

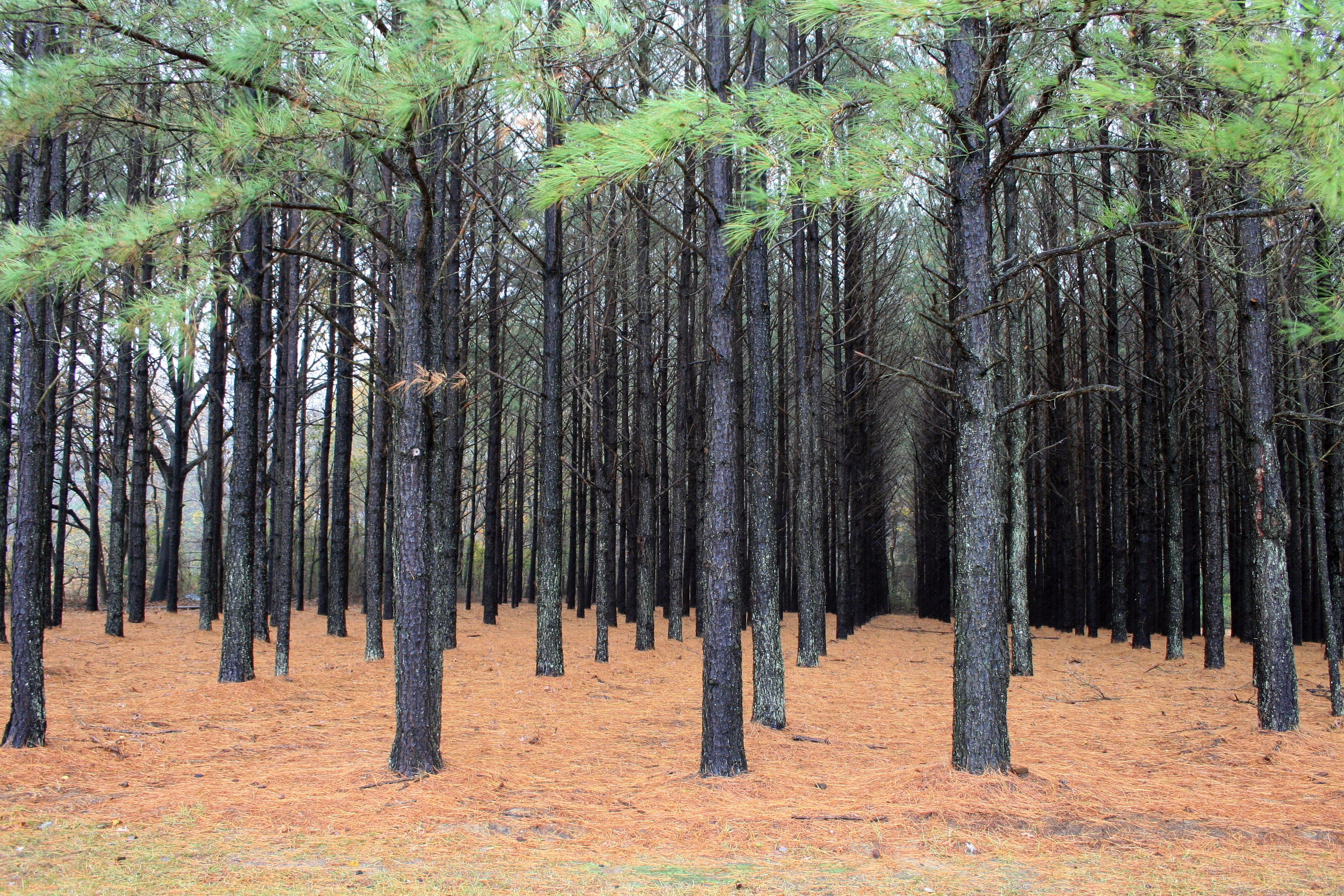
Plantació de pins en línies, als Estats Units, de l'especie Pinus taeda

L'agricultura de plantació és aquella en què es conreen grans extensions de terreny amb plantes perennes, a fi i efecte d'obtenir un producte destinat quasi totalment al mercat exterior.
Una plantació normalment es refereix a les espècies perennes, arbres o arbusts i pot ser agrícola o forestal. Està destinada a la venda en el mercat que sovint és llunyà. El terme plantació és informal i no està definit de forma precisa. En general és un conreu, sobretot extensiu, de plantes, especialment les industrials.
Els conreus que creixen dins plantacions inclouen arbres forestals de creixement ràpid (sovint les coníferes),
cotó, cafè, tabac, canya de sucre, sisal, algunes llavors oleaginoses (especialment oli de palma i arbres del cautxú. Les explotacions agrícoles que produeixen alfals, Lespedeza, trèvol, i altres plantes farratgeres normalment no reben el nom de plantacions. El terme "plantació" normalment no inclou els camps de fruiters (excepte les plantacions de bananes) però pot incloure les plantacions d'arbres per aprofitar la seva fusta. Una plantació sempre és un monocultiu estès sobre una gran superfície. Per la seva gran mida les plantacions tenen avantatges en l'economia d'escala. El proteccionisme econòmic i els avantatges comparatius naturals han contribuït a determinar on s'ubiquen les plantacions.
En un principi s'hi aplicava el règim econòmic colonial amb el capital aportat pels colonitzadors i els guanys exclusivament per a ells, mentre la mà d'obra, forçada a treballar, era molt barata.
Molt sovint aquest tipus d'agricultura és tan fonamental en l'economia d'una comunitat que es pot parlar d'economia de plantació.

## Evolució del concepte
- En l'antiga Roma en el latifundi ja es conreava extensivament la vinya i l'olivera amb treballadors esclaus i comercialització exterior.

- A partir del segle xv seguint els descobriments geogràfics de terres amb clima prou càlid, es van anar instal·lant allí factories per a la producció de canya de sucre i altres conreus tropicals amb mà d'obra esclava capturada a l'Àfrica o bé la semi esclava indígena.

- A partir del segle xix amb l'abolició de l'esclavitud, la mà d'obra de les plantacions la constituïen treballadors lliures però amb una remuneració extremadament baixa.

- En l'actualitat molts països de l'Àfrica subsahariana, Amèrica central i del sud i el Carib segueixen tenint una proporció molt elevada dels seus ingressos basada en els productes de les plantacions fins i tot això passa en un país comunista i d'economia planificada com Cuba en el cas de la canya de sucre. El sistema ha evolucionat cap a un cert repartiment de la propietat de la terra mentre que els governs procuren diversificar les seves economies. Al llarg dels temps els preus dels productes collits han disminuït mentre que els dels insums han augmentat. Mercats exteriors occidentals segueixen fixant els preus d'aquestes primeres matèries.

## Productes de plantació
Tots són conreus de clima com a mínim subtropical amb gran necessitat de mà d'obra, ja que, entre altres raons tècniques, normalment la collita no té una maduració agrupada i necessita ser feta amb molta cura com en els casos del grans de cafè, les fulles del té o del tabac. La mecanització de la collita del cotó i la canya de sucre és possible però a molts països aquests productes continuen essent recollits manualment.
Les malalties i les plagues s'estenen més fàcilment sobre grans extensions conreades contínues.
Alguns productes han perdut importància perquè han estat totalment o parcialment substituïts per altres de més fàcil conreu com és el cas de sucre de canya pel de remolatxa o ha aparegut un derivat sintètic com en el cautxú encara que el cautxú natural per a certes aplicacions continua usant-se.